# Sabacon imamurai
Espèce
Sabacon imamurai est une espèce d'opilions dyspnois de la famille des Sabaconidae.

## Distribution
Cette espèce est endémique du Japon. Elle se rencontre sur Honshū, Kyūshū et Hokkaidō.

## Description
Le mâle holotype mesure 3,53 mm et la femelle paratype 3,99 mm.
Les mâles mesurent de 3,3 à 4,6 mm et les femelles de 3,8 à 5,2 mm.

## Systématique et taxinomie
Cette espèce a été décrite par Suzuki en 1964.

## Étymologie
Cette espèce est nommée en l'honneur de Taiji Imamura.

## Publication originale
- Suzuki, 1964 : « A new member of the genus Sabacon (Phalangida) from Japan. » Annotationes Zoologicae Japonenses, vol. 37, no 1, p. 58–62.